# Vale Verde Parque Ecológico
O Vale Verde Parque Ecológico está situado no município de Betim, no estado de Minas Gerais.
A fazenda possui alambique onde é produzida a Cachaça Vale Verde. Também há loja de souvenir, restaurante de cozinha internacional, bar, um museu da cachaça com acervo de mais de 2500 garrafas e orquidário com 20.000 plantas.
O parque tem criatório de aves raras que tem parceria com a Escola de Veterinária da Universidade Federal de Minas Gerais.
O complexo também conta com atrações turísticas como tirolesa e water ball.
O Parque encerrou as visitações do público em novembro de 2017 em função de um "reposicionamento estratégico". O fechamento ao público é dado como temporário e as atividades de produção de cachaça e manutenção ambiental permanecem acontecendo.